# إلبيرت واتس
إلبيرت واتس (بالإنجليزية: Elbert Watts)‏ هو لاعب كرة قدم أمريكية أمريكي، ولد في 1963.